# Matthew Murray
Matthew Murray (Newcastle upon Tyne (Anglaterra, 1765 - 	Holbeck, Leeds, (Anglaterra), 20 de febrer, 1826) va ser un fabricant anglès de màquines de vapor i màquines-eina, que va dissenyar i construir la primera locomotora de vapor comercialment viable, la bi-cilindre Salamanca el 1812. Va ser un dissenyador innovador en molts camps, incloses les màquines de vapor, màquines-eina i maquinària per a la indústria tèxtil.

## Primers anys
Poc se sap sobre els primers anys de Matthew Murray. Se sap que va deixar l'escola als catorze anys i va ser aprenent de ferrer o de blanquer. El 1785, quan va concloure el seu aprenentatge, es va casar amb Mary Thompson (1764–1836) de Whickham, comtat de Durham. L'any següent es va traslladar a Stockton i va començar a treballar com a mecànic oficial al molí de lli de John Kendrew a Darlington, on s'havia inventat la filatura mecànica del lli.
Murray i la seva dona, Mary, van tenir tres filles i un fill, també anomenat Matthew.

## Leeds
El 1789, a causa de la manca de comerç als molins de lli de Darlington, Murray i la seva família es van traslladar a Leeds per treballar per a John Marshall, que es convertiria en un destacat fabricant de lli. John Marshall havia llogat un petit molí a Adel, amb l'ajuda de Matthew Murray, amb l'objectiu de fabricar però també per desenvolupar una màquina de filar lli preexistent. Després d'alguns assaigs i errors, per superar el problema de les ruptures del fil de lli durant la filatura del lli, es van fer millores suficients per permetre a John Marshall emprendre la construcció d'un nou molí a Holbeck el 1791, Murray estava a càrrec de la instal·lació. La instal·lació incloïa noves màquines de filar de lli de disseny propi, que Murray va patentar el 1790. El 1793 Murray va treure una segona patent sobre un disseny per a Instruments and Machines for Spinning Fibrous Materials. La seva patent incloïa un motor de cardar i una màquina de filar que va introduir la nova tècnica de filar humit del lli, que va revolucionar el comerç del lli. Murray va mantenir la maquinària dels molins de Marshall i va fer millores que van agradar al seu empresari. En aquesta etapa sembla que Murray era l'enginyer en cap del molí.

## Fenton, Murray i Wood
La indústria a l'àrea de Leeds s'estava desenvolupant ràpidament i es va fer evident que hi havia una oportunitat per a la creació d'una empresa d'enginyers generals i moliners. Per tant, el 1795, Murray es va associar amb David Wood (1761–1820) i va establir una fàbrica a Mill Green, Holbeck. Als voltants hi havia diversos molins i la nova empresa els subministrava maquinària. L'empresa va tenir tant d'èxit que el 1797 es va traslladar a un local més gran a Water Lane, Holbeck. La firma va donar la benvinguda a dos nous socis en aquest moment; James Fenton (anteriorment soci de Marshall) i William Lister (moliner de Bramley, Leeds). L'empresa es va fer coneguda com Fenton, Murray and Wood. Murray va ser l'innovador tècnic i l'encarregat d'obtenir encàrrecs; Wood s'encarregava del dia a dia de les obres; Fenton era el comptable.

## Fabricació de màquines de vapor
Tot i que l'empresa encara servia a la indústria tèxtil, Murray va començar a plantejar-se com es podria millorar el disseny de les màquines de vapor. Volia fer-los més senzills, lleugers i compactes. També volia que la màquina de vapor fos una unitat autònoma que es pogués muntar fàcilment al lloc amb una precisió predeterminada. Molts motors existents van patir un muntatge defectuós, que va costar molt d'esforç per corregir. Un dels problemes que va enfrontar Murray va ser que James Pickard ja havia patentat el mètode de la maneta i el volant per convertir el moviment lineal en moviment circular. Murray va superar amb enginy aquesta dificultat introduint un mecanisme de línia recta hipocicloïdal de parella Tusi. Aquest consistia en un gran anell fix amb dents internes. Al voltant de l'interior d'aquest anell una roda d'engranatge més petita, amb la meitat del diàmetre de l'exterior, rodaria impulsada per la barra del pistó de la màquina de vapor, que estava subjectada a la llanda de l'engranatge. A mesura que la tija del pistó es mogués cap enrere i cap endavant en línia recta, el seu moviment lineal es convertiria en moviment circular per la roda dentada. El coixinet de la roda d'engranatge estava connectat a una maneta a l'eix del volant. Quan va utilitzar el mecanisme de línia recta hipocicloïdal va poder construir motors més compactes i lleugers que els anteriors. Tanmateix, Murray va deixar d'utilitzar aquest tipus de moviment tan bon punt va caducar la patent de Pickard.
El 1799 William Murdoch, que treballava per a l'empresa Boulton and Watt, va inventar un nou tipus de vàlvula de vapor, anomenada vàlvula corredissa D. Aquest, en efecte, va lliscar cap enrere i cap endavant admetent vapor a un extrem del cilindre i després a l'altre. Matthew Murray va millorar el funcionament d'aquestes vàlvules conduint-les amb un engranatge excèntric connectat a l'eix giratori del motor.
Murray també va patentar un amortidor automàtic que controlava el tiratge del forn en funció de la pressió de la caldera, i va dissenyar una tremuja mecànica que alimentava automàticament el combustible a la caixa de foc. Murray va ser el primer a adoptar la col·locació del pistó en posició horitzontal a la màquina de vapor. Esperava uns estàndards de mà d'obra molt alts dels seus empleats, i el resultat va ser que Fenton, Murray i Wood produïen maquinària d'una precisió molt alta. Va dissenyar una planadora especial per a planejar les cares de les vàlvules corredisses. Pel que sembla, aquesta màquina es va guardar en una habitació tancada, a la qual només es permetia l'accés a determinats empleats.
El Murray Hypocycloidal Engine al Museu Thinktank, Birmingham, Anglaterra, és el tercer motor més antic del món en funcionament i el motor més antic amb un mecanisme de línia recta hipocicloïdal.

## La Foneria Rodona
Com a resultat de l'alta qualitat de les seves màquines de vapor, les vendes van augmentar molt i es va fer evident que calia un nou taller de muntatge de motors. Murray va dissenyar-lo ell mateix i va produir un enorme edifici circular de tres pisos conegut com a Round Foundry. Aquest contenia una màquina de vapor muntada centralment per alimentar totes les màquines de l'edifici. Murray també es va construir una casa al costat de les obres. El disseny d'aquesta va ser pioner, ja que cada habitació s'escalfava amb canonades de vapor, de manera que es va conèixer localment com a Steam Hall.

## L'hostilitat de Boulton i Watt

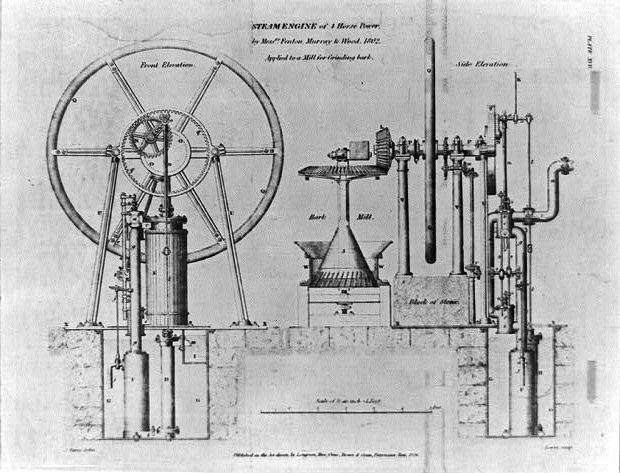
Dibuix tècnic d'una màquina de vapor de 4 CV de Fenton, Murray & Wood, 1802. "Aplicat a un molí per moldre l'escorça", de Joseph Wilson Lowry, després de John Farey

L'èxit que van gaudir Fenton, Murray i Wood a causa de l'alta qualitat de la seva mà d'obra va atreure l'hostilitat dels competidors, Boulton i Watt. Aquesta darrera empresa va enviar als empleats William Murdoch i Abraham Storey a visitar Murray, aparentment en una visita de cortesia, però en realitat per espiar els seus mètodes de producció. Murray, més aviat massa bo, els va donar la benvinguda i els va mostrar tot. Al seu retorn, van informar als seus empresaris que el treball de fosa i el treball de forja de Murray eren molt superiors als seus, i es van fer esforços per adoptar molts dels mètodes de producció de Murray. També hi va haver un intent de l'empresa Boulton and Watt d'obtenir informació d'un empleat de Fenton, Murray i Wood per suborn. Finalment, James Watt junior va comprar un terreny adjacent al taller per intentar evitar que l'empresa s'ampliés.
Boulton i Watt van desafiar amb èxit dues de les patents de Murray. La patent de Murray de 1801, per a bombes d'aire millorades i altres innovacions, i de 1802, per a un motor compacte autònom amb un nou tipus de vàlvula corredissa, van ser impugnades i anul·lades. En ambdós casos, Murray havia comès l'error d'incloure massa millores juntes en la mateixa patent. Això significava que si es trobava que alguna millora infringia un copyright, la patent sencera seria invalidada.
Malgrat les maniobres de Boulton i Watt, la firma de Fenton, Murray i Wood es van convertir en seriosos rivals per a ells, atraient moltes ordres.

## Ferrocarril de Middleton

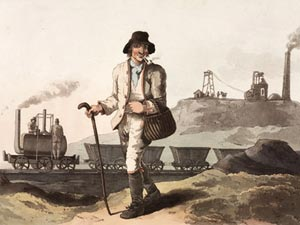
The Collier, aiguatinta de Robert Havell després de George Walker, publicat el 1814, de Costumes of Yorkshire, que mostra la locomotora de cremallera de Blenkinsop Salamanca al ferrocarril de Middleton. La imatge presenta la representació més antiga coneguda d'un tren de vapor.

L'any 1812 l'empresa va subministrar a John Blenkinsop, gerent de Brandling's Middleton Colliery, prop de Leeds, la primera locomotora de vapor de dos cilindres (Salamanca). Aquesta va ser la primera locomotora de vapor amb èxit comercial.
El doble cilindre va ser l'invent de Murray, va pagar a Richard Trevithick una regalia per l'ús del seu sistema patentat de vapor d'alta pressió, però el va millorar, utilitzant dos cilindres en lloc d'un per donar-li una conducció més suau.
Com que només una locomotora lleugera podia treballar sobre rails de ferro colat sense trencar-los, la càrrega total que eren capaços de transportar era molt limitada. L'any 1811, John Blenkinsop va patentar una roda dentada i un sistema de ferrocarril. La roda dentada s'accionava mitjançant bieles i s'engranava amb un carril dentat a un costat de la via. Aquest va ser el primer ferrocarril cremallera i tenia un ample de 4 peus 1½ polzades.
Un cop s'havia ideat un sistema per a la fabricació de rails de ferro mal·leable, cap a l'any 1819, el moviment del pinyó i cremallera es va fer innecessari, a part de l'ús posterior en els ferrocarrils de muntanya. No obstant això, fins aquell moment permetia que una locomotora petita i lleugera transportés càrregues per un total d'almenys 20 vegades el seu propi pes. Salamanca va tenir tant èxit que Murray va fer tres models més. Un d'ells era conegut com Lord Wellington, i es diu que els altres van ser nomenats príncep regent i marquès Wellington, tot i que no es coneix cap menció contemporània d'aquests dos noms. La tercera locomotora destinada a Middleton va ser enviada, a petició de Blenkinsop, a l'autopista Kenton and Coxlodge Colliery prop de Newcastle upon Tyne, on sembla que es coneixia com Willington. Allà va ser vist per George Stephenson, que va modelar la seva pròpia locomotora Blücher sobre ella, menys la cremallera i, per tant, molt menys eficaç.
Després que dues de les locomotores van explotar, matant als seus conductors, i les dues restants eren cada cop més poc fiables després d'almenys 20 anys de treballs forçats, la mineria de Middleton finalment va tornar al transport de cavalls el 1835. Diuen els rumors que una locomotora restant es va conservar durant alguns anys a la mineria, però finalment va ser desballestada.

## Motors marins
L'any 1811 l'empresa va fabricar una màquina de vapor d'alta pressió de trevithick per a John Wright, un quàquer de Great Yarmouth, Norfolk. El motor es va muntar al vaixell de vapor l'Actif, que s'acabava a Yarmouth. El vaixell era un corsari capturat que havia estat comprat al govern. S'hi van instal·lar rodes de pales i es van accionar pel nou motor. El vaixell va passar a anomenar-se Experiment i el motor va tenir molt èxit, finalment es va traslladar a un altre vaixell, The Courier.
El 1816 Francis B. Ogden, el cònsol dels Estats Units a Liverpool, va rebre dues grans màquines de vapor marines de dos cilindres de l'empresa de Murray. Aleshores, Ogden va patentar el disseny com a propi a Amèrica. Va ser àmpliament copiat allà i utilitzat per impulsar els vaixells de vapor de Mississipi.

## Innovacions tèxtils
Murray va fer millores importants a la maquinària per a la filatura i el lli. Heckling era la preparació del lli per a la filatura partint i redreçant les fibres de lli. La màquina inter-caladora de Murray li va fer guanyar la medalla d'or de la Royal Society of Arts el 1809. En el moment en què es van fer aquests invents, el comerç del lli estava a punt d'expirar, els filadors no podien produir fil amb benefici. L'efecte dels seus invents va ser reduir el cost de producció i millorar la qualitat de la fabricació, establint així el comerç de roba britànic sobre una base sòlida. La producció de maquinària de lli es va convertir en una branca important de la fabricació a Leeds, amb grans quantitats per a ús a casa així com per a l'exportació, donant feina a un nombre creixent de mecànics altament qualificats.

## Premses hidràuliques
L'any 1814 Murray va patentar una premsa hidràulica per empacar tela, en la qual les taules superior i inferior s'acostaven simultàniament. Va millorar les premses hidràuliques inventades per Joseph Bramah i el 1825 va dissenyar una enorme premsa per provar cables de cadena. La seva premsa, construïda per a la Junta de la Marina, tenia 34 peus de llarg i podia exercir una força de 1.000 tones. La premsa es va completar just abans de la mort de Murray.

## Mort

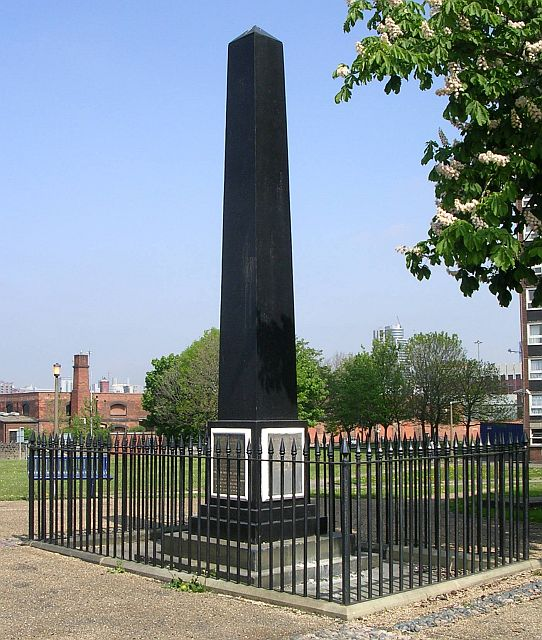
En memòria de Matthew Murray a Holbeck

Matthew Murray va morir el 20 de febrer de 1826, als seixanta anys. Va ser enterrat al cementiri de Sant Mateu, Holbeck. La seva tomba estava coronada per un obelisc de ferro colat fet a la Foneria Rodona. La seva empresa va sobreviure fins al 1843. Allà es van formar diversos enginyers destacats, com Benjamin Hick, Charles Todd, David Joy i Richard Peacock.
És un testimoni del bon disseny i mà d'obra que van incorporar les seves màquines de vapor, que diverses de les seves grans màquines de molí van funcionar durant més de vuitanta anys, i una d'elles, instal·lada de segona mà a les obres de reparació de locomotores de King's Cross, va funcionar per més d'un segle.
L'únic fill de Murray, Matthew (c.1793–1835) va fer un aprenentatge a la Round Foundry i va anar a Rússia; va fundar una empresa d'enginyeria a Moscou, on va morir als 42 anys.